# Milon II de Montlhéry
 (septembre 2008).
Si vous disposez d'ouvrages ou d'articles de référence ou si vous connaissez des sites web de qualité traitant du thème abordé ici, merci de compléter l'article en donnant les références utiles à sa vérifiabilité et en les liant à la section « Notes et références ».
Milon II de Montlhéry, mort en 1118, seigneur de Bray et de Montlhéry, vicomte de Troyes, fils de Milon Ier le Grand.
Il eut d'abord la seigneurie de Bray-sur-Seine, en Champagne. En 1105, il attaqua le château de Montlhéry appartenant à son frère, où se trouvait sa cousine Lucienne de Rochefort, fiancée à Louis VI le Gros. Il investit le château, mais ne réussit pas à prendre le donjon, et Louis VI arriva à la rescousse, l'obligeant à quitter les lieux. Il se mariait avec Adélaïde, fille(?) d'Étienne II de Blois.
À la mort de son frère Guy Trousseau, il revendiqua le seigneurie de Montlhéry en compétition avec son cousin Hugues de Crécy. Louis VI la lui attribua, mais Hugues se vengea quelques années plus tard en le faisant assassiner.
Il se révolta également en 1113 avec Thibaut IV de Blois, mais ils furent vaincus par le roi.